# Cultura infantil

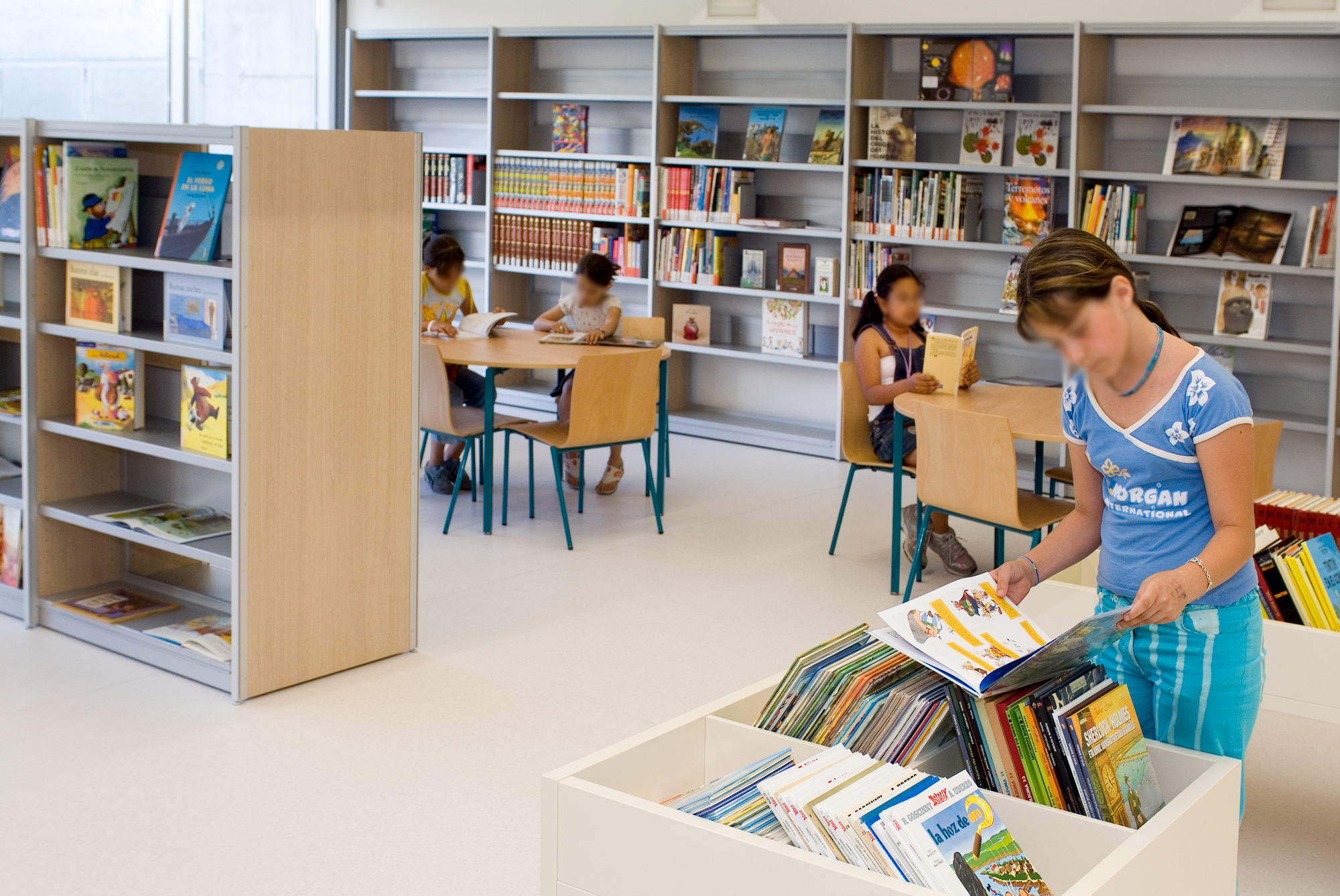
Zona Infantil de la 'Biblioteca pública de San Jorge' (Pamplona, España).

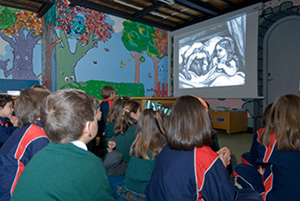
Niños en una actividad infantil en la biblioteca municipal infantil y juvenil de La Coruña (España).

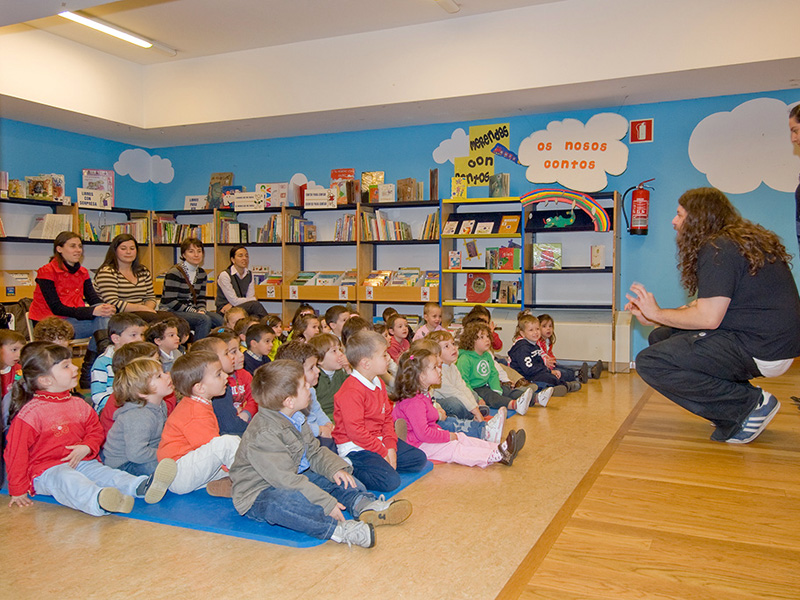
Grupo de niños en la Biblioteca Municipal Fórum Metropolitano de La Coruña (España).

La cultura obviamente no se dirige solamente a los adultos: numerosos artistas, intelectuales, escritores, y profesionales de otros diversos dominios, se han orientado a realizar creaciones culturales dirigidas especialmente al público infantil, y adaptando los diversos productos a la edad de los niños, a sus capacidades, y a sus niveles de atención. La mayor parte de las veces, las obras de cultura infantil son concebidas y creadas con una voluntad educativa, mucho más que con una finalidad meramente recreativa. También puede y debe decirse, que existe igualmente una cultura más o menos rudimentaria, construida y transmitida por los propios niños, sin una manifiesta y directa intervención de los adultos, por lo que en líneas generales puede considerarse que existen dos clases de culturas infantiles:
- (1) Las desarrolladas por los adultos y orientadas a los niños;[1]
- (2) Las desarrolladas por los propios niños.[2][3][4][5]

## Historia de la cultura infantil

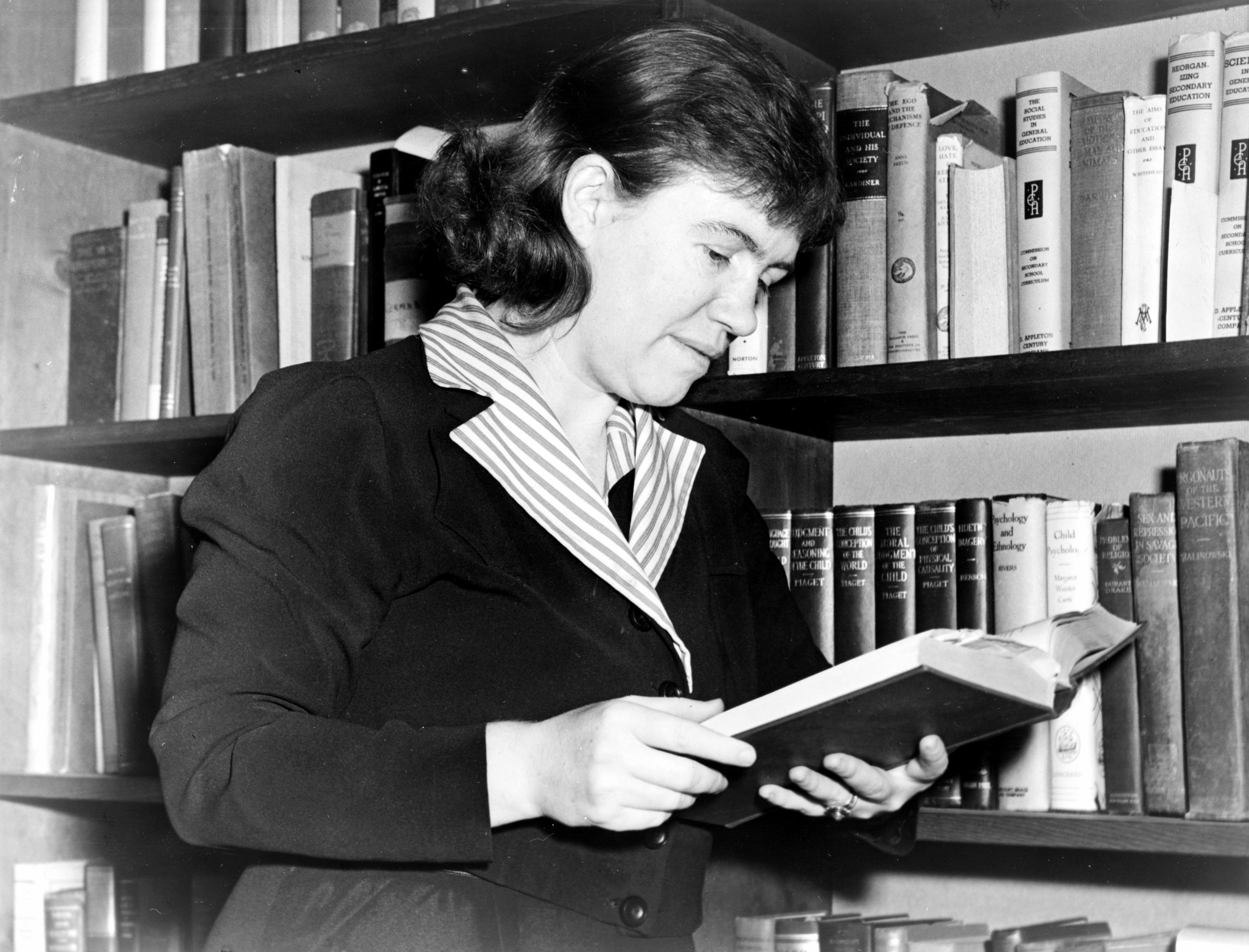
Margaret Mead, antropóloga cultural estadounidense.

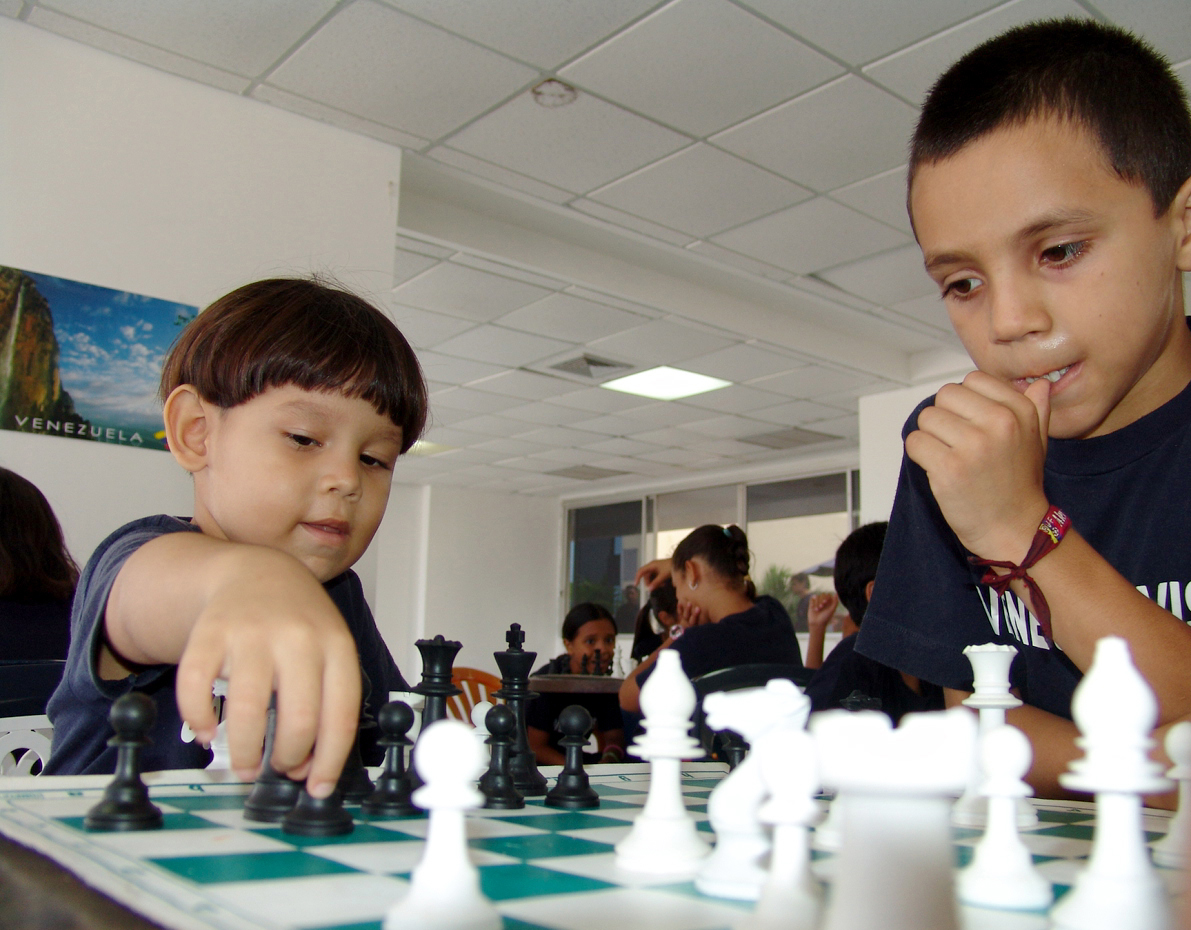
Ajedrez infantil en Nueva Esparta, isla Margarita, en Venezuela.

La cultura infantil tiene un reconocimiento y un interés «oficial» relativamente reciente: en efecto, antes del siglo XX, los niños no eran considerados un público digno de excesivo interés.
Por el contrario y en la cultura popular, más antiguos son los tradicionales cuentos de hadas, las marionetas, y los espectáculos circenses.

## Adaptación de la cultura a la infancia
La adaptación de las obras se realiza en función de la edad del público al que está dirigido, y del correspondiente grado de madurez del niño. El carácter mágico y lo maravilloso con frecuencia están asociados a la percepción del niño, muy presente y arraigada en la cultura infantil. Las creaciones orientadas a los niños con frecuencia están ligadas a las teorías psicológicas sobre la infancia: intencionalidad educativa, a la vez que artística y lúdica: aportar al niño elementos con los que poder construir su propia visión del mundo.
Junto a la cultura orientada a los niños, existe la cultura elaborada por los propios niños, que se expresa especialmente a través de los juegos y de los mitos.

## La cultura desarrollada por los propios niños
Una parte de los conocimientos y del imaginario en la niñez, a lo que bien podemos llamar "cultura" de una manera más o menos rudimentaria, son desarrollados por los propios niños durante sus interrelaciones sociales, y muchas veces por fuera de toda intervención de los adultos. Es así que se elaboran diferentes juegos con sus respectivas reglas, para desarrollar en los patios de recreación o en los parques y plazas (por ejemplo juegos de persecución), de historias, y de leyendas urbanas que circulan entre los niños (el hombre de la bolsa), etc. También se ha constatado la transmisión y difusión de costumbres, fórmulas de echar a suertes, y estribillos de canciones.
Naturalmente, otra parte de esta cultura es alimentada por producciones adultas (televisión, modas, personajes populares...) pero acaparadas, transformadas, y transmitidas, por los propios niños. Juegos tales como Pokémon o colecciones de pegotines o de otros objetos con los que se interactúa y se juega en diversas formas, forman parte de esta categoría.

## Ejemplos de cultura infantil

### Espacios lúdicos o espacios de recreación

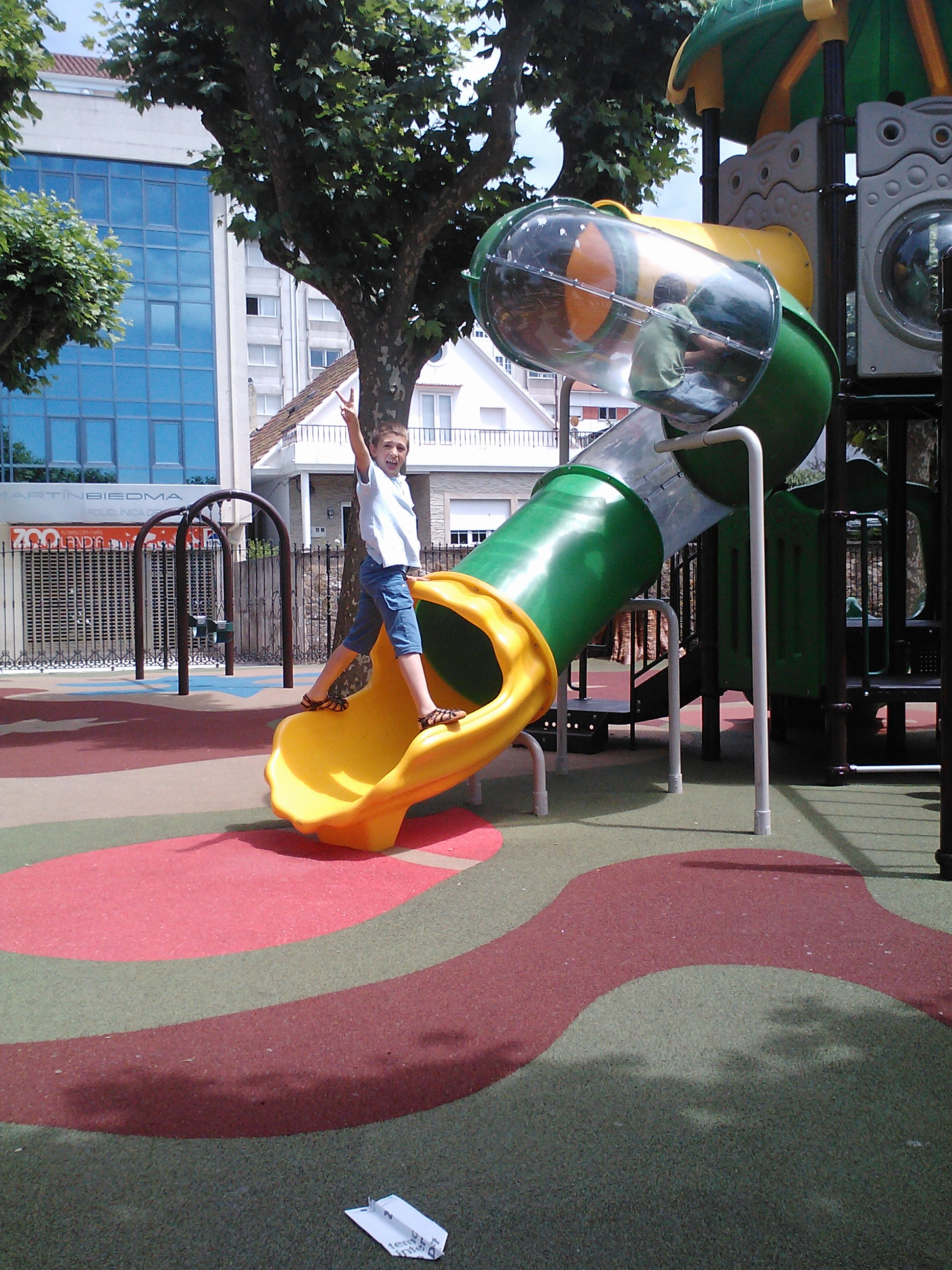
Juegos infantiles públicos en Noya, España.

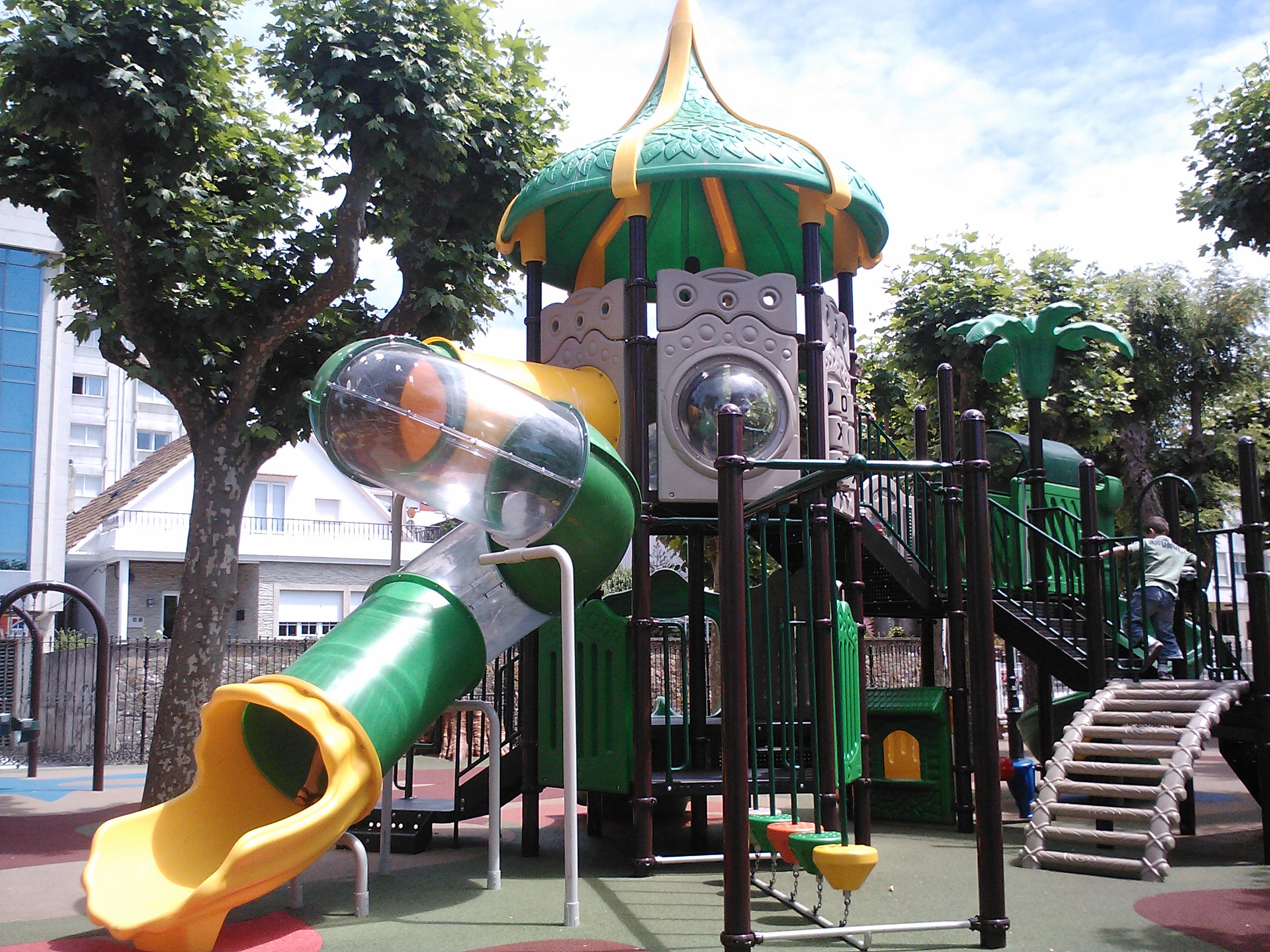
Juegos infantiles públicos en Noya, España.

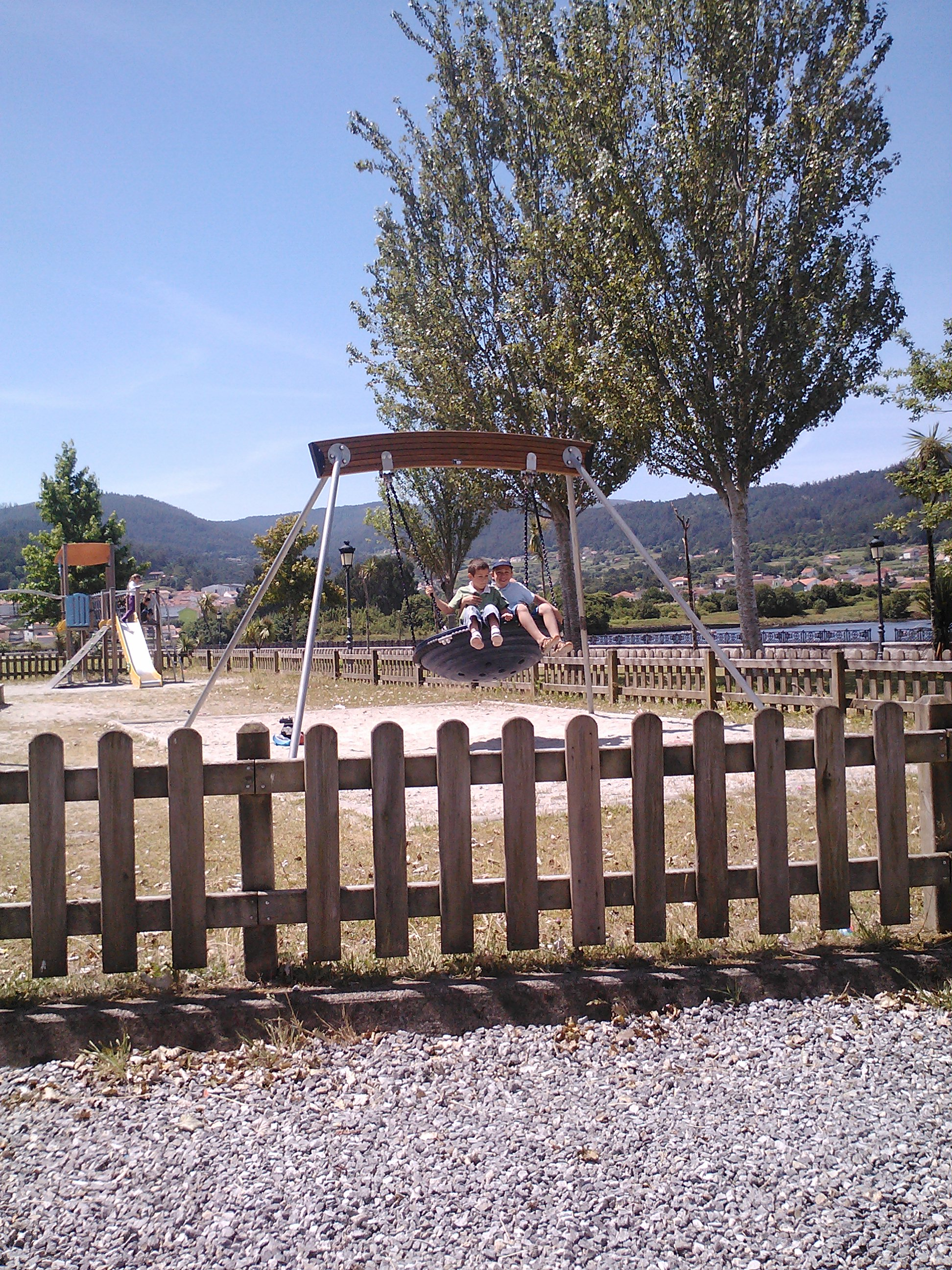
Juegos infantiles públicos en Noya, España.

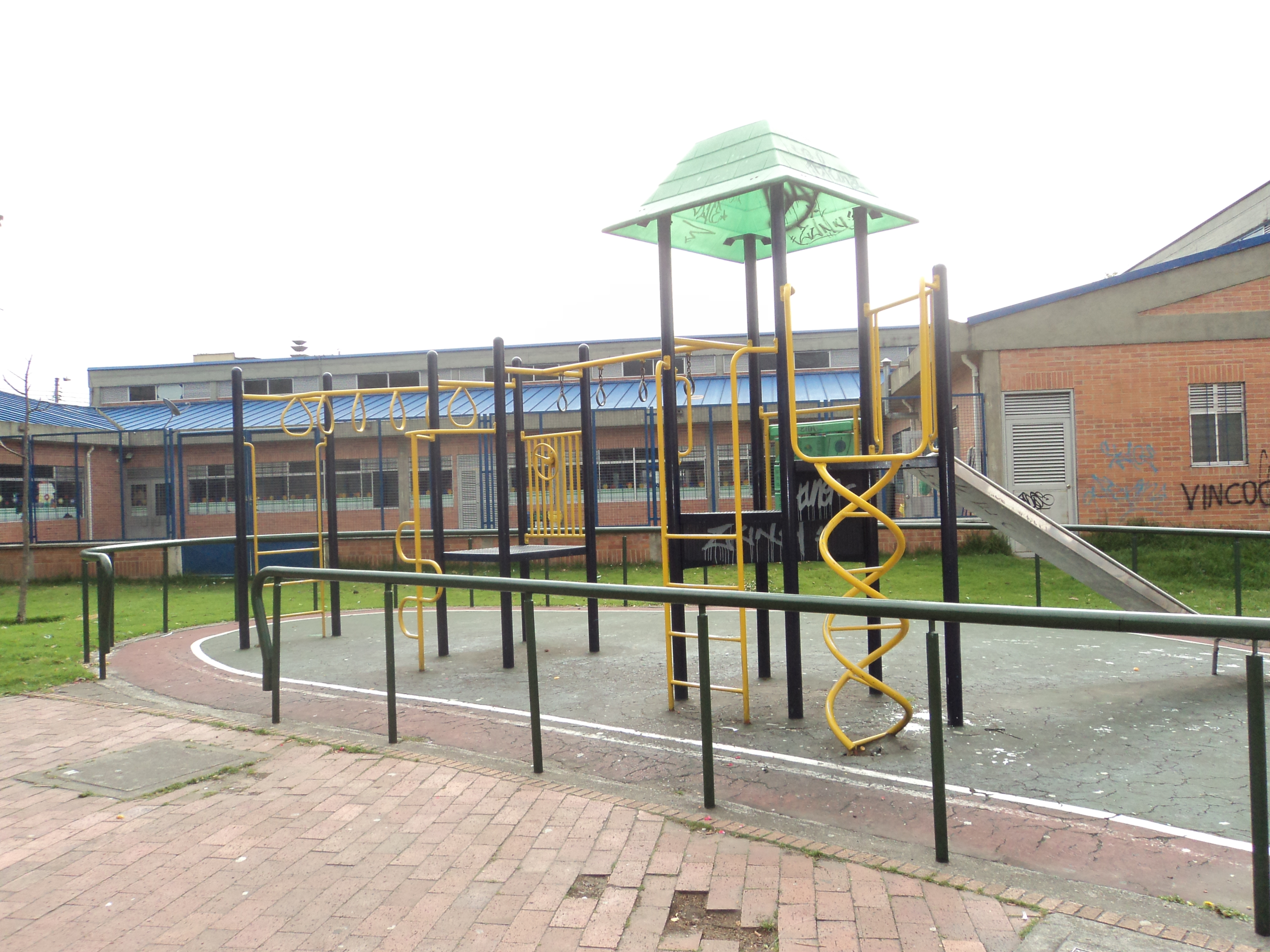
Parque ubicado frente al colegio Marco Antonio Carreño Silva, Puente Aranda, Colombia.

Lo constituyen espacios generalmente públicos, a veces llamados "zonas de juegos" o "rincones infantiles", de constitución, forma, y tamaños muy variados, algunos de ellos con elementos muy simples y otros por el contrario muy creativos y elaborados. En algunas ciudades los hay en casi todos los barrios, a veces en números bastante elevados, a tal punto que forman parte de la estética urbana.

### Literatura infantil
Cuentos de hadas, libros para niños, ediciones y colecciones especializadas para niños, literatura de adultos con texto simplificado o reducido, historietas, etc.

### Cine y audiovisual para niños
Dibujos animados, filmes para niños, emisiones de televisión para niños, etc.

### Espectáculos para niños
Circo, teatro para niños, marionetas, etc.

### Música dirigida a los niños
Rondas y baladas, canciones de cuna, etc.

### Juegos
Juguetes, juegos sociales, juegos de tablero, modelismo, juegos de canicas, etc.